# Nado sincronizado no Campeonato Mundial de Esportes Aquáticos de 2013 - Rotina técnica solo
A rotina técnica solo do nado sincronizado no Campeonato Mundial de Esportes Aquáticos de 2013 foi realizada no dia 20 de julho no Palau Sant Jordi em Barcelona. 

## Calendário
| Fase          | Data        |
| ------------- | ----------- |
| Eliminatórias | 20 de julho |
| Final         | 20 de julho |

## Medalhistas
| Ouro                     | Prata               | Bronze              |
| Svetlana Romashina (RUS) | Huang Xuechen (CHN) | Ona Carbonell (ESP) |

## Resultados
| Pos.              | Nadadora                 | Nacionalidade   | Eliminatória | Eliminatória | Final  | Final |
| Pos.              | Nadadora                 | Nacionalidade   | Pontos       | Pos.         | Pontos | Pos.  |
| ----------------- | ------------------------ | --------------- | ------------ | ------------ | ------ | ----- |
| Medalha de ouro   | Svetlana Romashina       | Rússia          | 96.200       | 1            | 96.800 | 1     |
| Medalha de prata  | Huang Xuechen            | China           | 95.100       | 2            | 95.500 | 2     |
| Medalha de bronze | Ona Carbonell            | Espanha         | 94.200       | 3            | 94.400 | 3     |
| 4                 | Anna Voloshyna           | Ucrânia         | 92.100       | 4            | 92.900 | 4     |
| 5                 | Yukiko Inui              | Japão           | 91.800       | 5            | 91.900 | 5     |
| 6                 | Chloé Isaac              | Canadá          | 91.000       | 6            | 90.600 | 6     |
| 7                 | Despoina Solomou         | Grécia          | 88.500       | 7            | 89.600 | 7     |
| 8                 | Linda Cerruti            | Itália          | 88.400       | 8            | 89.200 | 8     |
| 9                 | Jenna Randall            | Reino Unido     | 87.500       | 10           | 87.500 | 9     |
| 10                | Mary Killman             | Estados Unidos  | 88.100       | 9            | 87.300 | 10    |
| 11                | Soňa Bernardová          | Chéquia         | 84.900       | 11           | 85.200 | 11    |
| 12                | Kang Un-Ha               | Coreia do Norte | 84.400       | 12           | 85.100 | 12    |
| 13                | Margot de Graaf          | Países Baixos   | 83.400       | 13           | 83.400 | 13    |
| 14                | Pamela Fischer           | Suíça           | 83.400       | 13           | 82.700 | 14    |
| 15                | Nadine Brandl            | Áustria         | 82.100       | 15           | 81.900 | 15    |
| 16                | Kyra Felßner             | Alemanha        | 79.100       | 16           | 80.100 | 16    |
| 17                | Etel Sánchez             | Argentina       | 78.900       | 17           | 19     | 17    |
| 18                | Jana Labáthová           | Eslováquia      | 78.800       | 18           | 18     | 18    |
| 19                | Reem Abdalazem           | Egito           | 77.200       | 19           | 17     | 19    |
| 20                | Jennifer Cerquera        | Colômbia        | 77.100       | 20           | 16     | 20    |
| 21                | Iryna Limanouskaya       | Bielorrússia    | 76.800       | 21           | 15     | 21    |
| 22                | Greisy Gomez             | Venezuela       | 75.100       | 22           | 14     | 22    |
| 22                | Malin Gerdin             | Suécia          | 75.100       | 22           | 14     | 22    |
| 24                | Kalina Yordanova         | Bulgária        | 74.900       | 24           | 12     | 24    |
| 25                | Anastasiya Ruzmetova     | Uzbequistão     | 74.000       | 25           | 11     | 25    |
| 26                | Ana Cekić                | Sérvia          | 71.500       | 26           | 10     | 26    |
| 26                | Anouk Eman               | Aruba           | 71.500       | 26           | 9      | 25    |
| 28                | Violeta Mitinian         | Costa Rica      | 71.300       | 28           | 8      | 28    |
| 29                | Kirstin Anderson         | Nova Zelândia   | 69.900       | 29           | 7      | 29    |
| 30                | Lim Hyun-Ji              | Coreia do Sul   | 69.200       | 30           | 6      | 30    |
| 31                | Au Ieong Sin Ieng        | Macau           | 67.200       | 31           | 5      | 31    |
| 32                | Kerry Beth Norden        | África do Sul   | 62.600       | 32           | 4      | 32    |
| 32                | Jennifer Quintana        | Cuba            | 62.600       | 32           | 4      | 32    |
| 34                | Claudia Megawati Suyanto | Indonésia       | 61.200       | 34           | 2      | 34    |
| 35                | Dhitaya Tanabunsombat    | Tailândia       | 55.200       | 35           | 1      | 35    |